# Ivan Vicelich
Ivan Vicelich,  né le 3 septembre 1976 à Auckland, est un footballeur néo-zélandais d'origine croate évoluant au poste de milieu de terrain. 
Depuis 2014, il occupe le poste d'entraîneur-adjoint à l'Auckland City FC.

## Biographie
Vicelich a évolué au Roda JC, aux Pays-Bas. Il a joué la Coupe des confédérations en 2003 avec l'équipe de Nouvelle-Zélande.
Travailleur inlassable sur son côté gauche, il possède un esprit d'abnégation remarquable et est doté d'un excellent jeu de tête. Un des hommes de base du dispositif néo-zélandais.
Il fut élu Footballeur océanien de l'année en 2009.
Il est sélectionné pour la Coupe du monde 2010 en Afrique du Sud.

## Clubs
- 1994-1995 :  Waitakere United
- 1997-1998 :  Central United FC
- 1998-1999 :  Melbourne Knights
- 1999-2001 :  Football Kingz
- 2001-2006 :  Roda JC
- 2006-2008 :  RKC Waalwijk
- 2008-2015 :  Auckland City FC
  - 2010-déc.2010 :  Shenzhen Ruby (prêt)

## Palmarès
Avec Auckland City FC
- Vainqueur du Championnat de Nouvelle-Zélande en 2014
- Vainqueur de la Ligue des champions de l'OFC en 2011, 2012, 2013, 2014 et 2015
- Troisième de la Coupe du monde des clubs de la FIFA en 2014

### Distinctions personnelles
- Meilleur joueur d'Océanie : 2009.
- Élu ballon de bronze de la Coupe du monde des clubs de la FIFA 2014.